# Tim Schüle
Tim „Timmy“ Schüle (* 9. September 1990 in Bietigheim-Bissingen) ist ein deutscher Eishockeyspieler, der seit Juli 2024 erneut bei den Bietigheim Steelers aus der DEL2 unter Vertrag steht und dort auf der Position des Verteidigers spielt. Zuvor war Schüle bereits für die Düsseldorfer EG, Nürnberg Ice Tigers und Bietigheim Steelers in der Deutschen Eishockey Liga (DEL) aktiv.

## Karriere

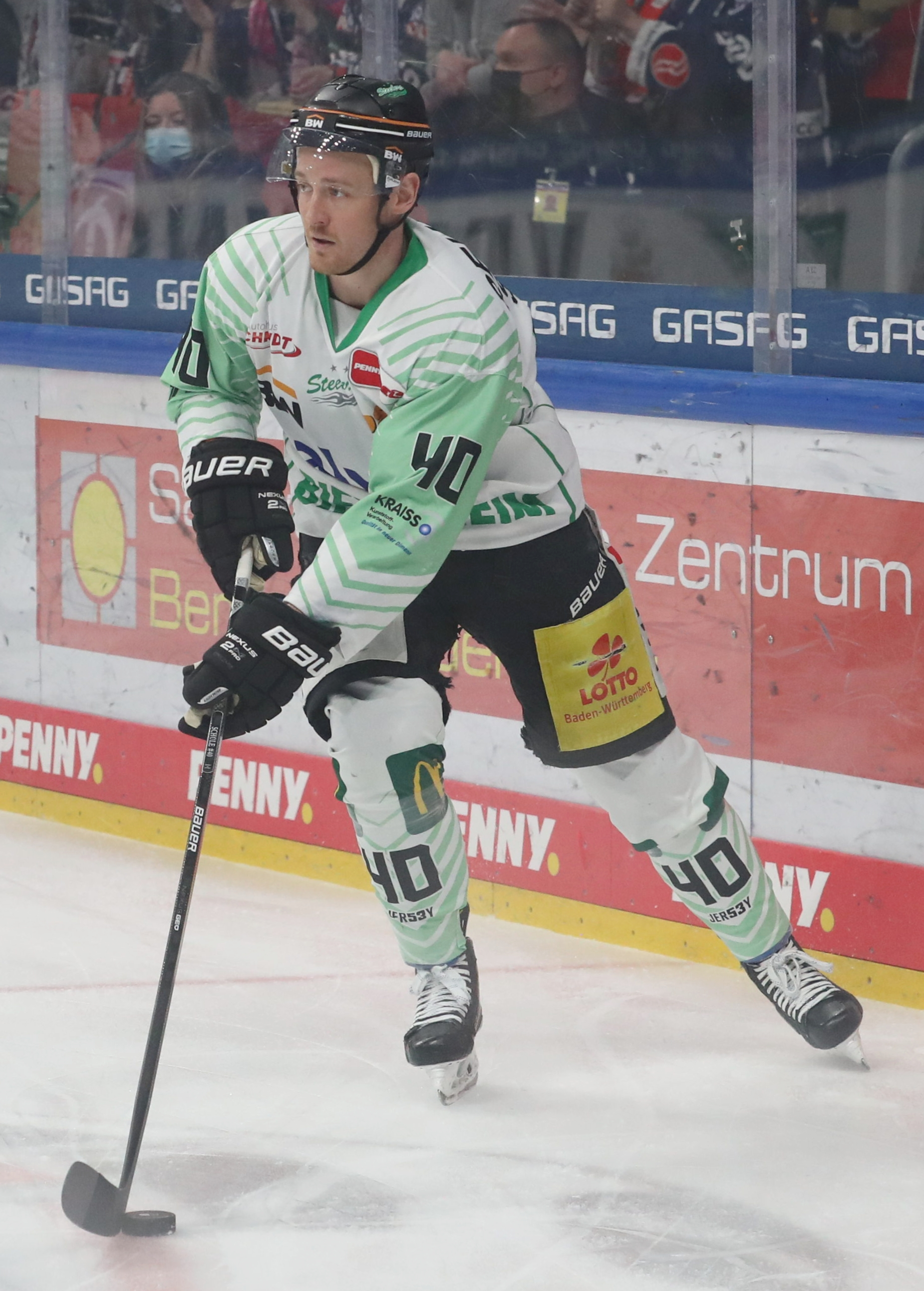
Schüle im Trikot der Bietigheim Steelers (2022)

Schüle begann seine Karriere im Nachwuchs des SC Bietigheim-Bissingen, wo er sämtliche Nachwuchsmannschaften durchlief und von 2005 bis 2007 mit der Juniorenmannschaft in der Deutschen Nachwuchsliga (DNL) spielte. Dort gehörte er zu den punktbesten Verteidigern im Team, so absolvierte er 61 Spiele und konnte dabei 35 Scorerpunkte erzielen. Im Sommer 2007 schloss er sich den DEG Metro Stars aus der Deutschen Eishockey Liga (DEL) an, die ihn jedoch zunächst in der viertklassigen Regionalliga bei der zweiten Mannschaft der Metro Stars beziehungsweise bei den DEG Youngsters in der DNL einsetzten. Während der Saison 2008/09 wurde Schüle erstmals in den Profikader der DEG Metro Stars berufen. In der Spielzeit 2009/10 wurde er mit einer Förderlizenz ausgestattet und spielte bei den Wölfen Freiburg in der 2. Bundesliga.
Zur Saison 2010/11 wechselte der Abwehrspieler innerhalb der DEL zu den Nürnberg Ice Tigers. Nach fünf Jahren bei den Ice Tigers kehrte er 2015 zur DEG zurück. Zur Saison 2017/18 vollzog Schüle den Wechsel zu den Löwen Frankfurt in die DEL2. In seiner ersten Saison in der Liga wurde er mit 46 Punkten aus 50 Spielen Topscorer unter allen Verteidigern. In den Playoffs 2018 erzielte er weitere 14 Punkte. In der Spielzeit 2018/19 wurde er mit den Löwen Vizemeister und sammelte insgesamt 46 Punkte (18 Tore und 28 Vorlagen) in 65 Einsätzen. Anschließend kehrte er in seine Heimat zu den Bietigheim Steelers zurück, die ebenfalls in der DEL2 beheimatet waren. Mit den Steelers gewann der Verteidiger im Frühjahr 2021 den Meistertitel der zweithöchsten deutschen Spielklasse, der gleichbedeutend mit dem Aufstieg ins deutsche Eishockey-Oberhaus war. Nach zweijähriger Zugehörigkeit zur DEL stieg Schüle am Ende der Saison 2022/23 mit der Mannschaft wieder in den DEL2 ab.
Nach insgesamt vier Spielzeiten verließ er den Verein daraufhin und wechselte zur Saison 2023/24 für ein Jahr zu den Augsburger Panthern, um anschließend wieder nach Bietigheim zurückzukehren. Die Steelers waren mittlerweile in die drittklassige Oberliga abgestiegen, schafften in der Spielzeit 2024/25 durch den Gewinn der Oberliga-Meisterschaft die sofortige Rückkehr in die zweithöchste Spielklasse.

### International
Ab 2008 war Schüle Stammspieler der deutschen U20-Auswahl und nahm mit dieser an der U20-Junioren-Weltmeisterschaft 2009 und der U20-Junioren-Weltmeisterschaft der Division I 2010 teil. Dabei stieg die Mannschaft 2009 in die Division I ab, bevor ihr ein Jahr später der direkte Wiederaufstieg in die Top-Division gelang.

## Erfolge und Auszeichnungen
- 2010 Aufstieg in die Top-Division bei der U20-Junioren-Weltmeisterschaft der Division I, Gruppe A
- 2021 DEL2-Meister und Aufstieg in die DEL mit den Bietigheim Steelers
- 2025 Oberliga-Meister und Aufstieg in die DEL2 mit den Bietigheim Steelers

## Karrierestatistik
Stand: Ende der Saison 2024/25

### International
Vertrat Deutschland bei:
- U20-Junioren-Weltmeisterschaft 2009
- U20-Junioren-Weltmeisterschaft der Division I 2010

(Legende zur Spielerstatistik: Sp oder GP = absolvierte Spiele; T oder G = erzielte Tore; V oder A = erzielte Assists; Pkt oder Pts = erzielte Scorerpunkte; SM oder PIM = erhaltene Strafminuten; +/− = Plus/Minus-Bilanz; PP = erzielte Überzahltore; SH = erzielte Unterzahltore; GW = erzielte Siegtore; 1 Play-downs/Relegation; Kursiv: Statistik nicht vollständig)